# Le Paradis terrestre (atelier de Bosch, Chicago)
Le Paradis terrestre est un tableau attribué à l'atelier de Jérôme Bosch et conservé à l'Art Institute of Chicago.

## Description
Peint à l'huile sur un petit panneau de chêne de 27 × 40,6 cm, ce tableau nous est parvenu dans un état de conservation plutôt médiocre, sa surface étant fortement abrasée.
Il représente le jardin d’Éden, où il met en scène trois épisodes du mythe d'Adam et Ève : la création d'Ève (un peu à droite du centre du tableau), le péché originel (à gauche) ainsi qu'Adam et Ève chassés du jardin (à droite). Au centre, la Fontaine de vie traverse un plateau verdoyant étrangement posé sur des structures rocheuses. De nombreux animaux peuplent ce paysage fantastique.
Par son iconographie et certains détails, ce tableau se rapproche des volets latéraux gauches du Jardin des délices (vers 1495-1505), du Jugement dernier de Vienne (vers 1500-1505) et du Chariot de foin (vers 1510-1516). De plus, la scène du péché originel, qui représente le serpent tentateur comme un être bipède mi-humain mi-saurien, montre celui-ci de dos, exactement comme dans un dessin de Bosch sur le même thème.

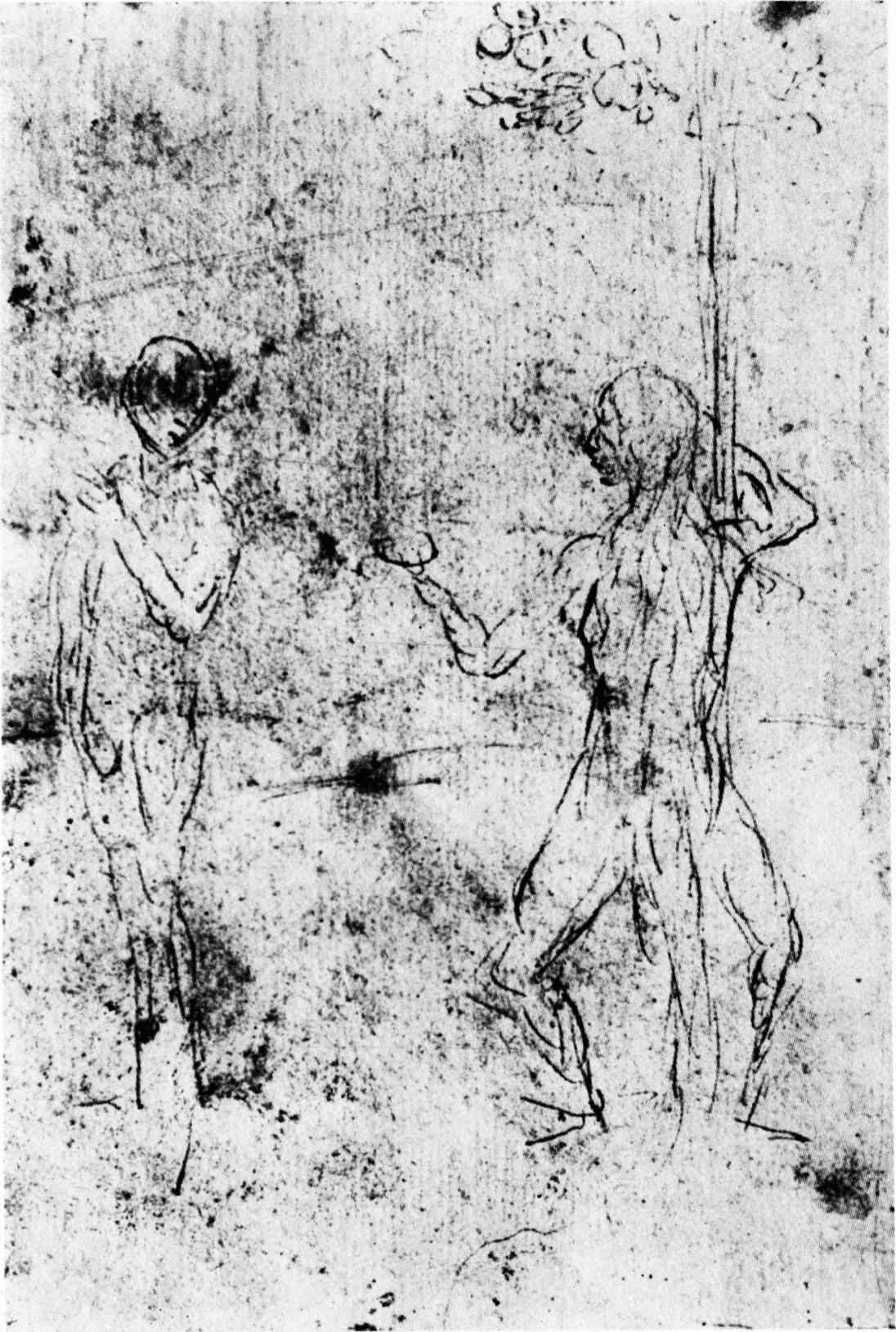
Jérôme Bosch, La Tentation d'Ève (collection privée).

## Historique
Avant 1929, le tableau faisait partie de la collection Max Bondi. Passé par différents marchands d'art au début des années 1930, il a été acquis en 1936 par l'Institut d'art de Chicago.

## Datation et attribution

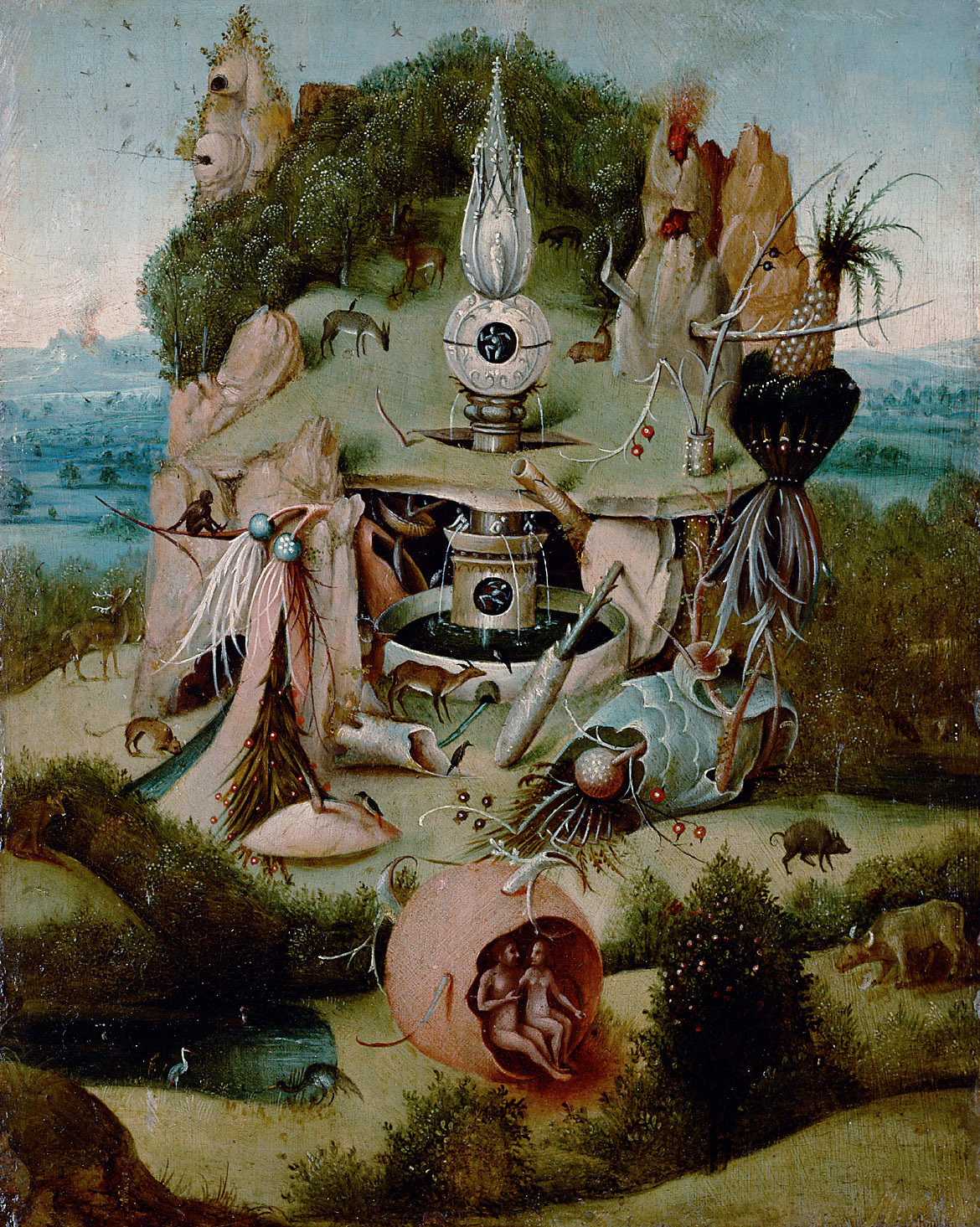
Le Paradis terrestre, après 1539 (Musée d'histoire de l'art de Vienne).

Dans les années 1930, le tableau est exposé au Musée Boijmans Van Beuningen (1936) et au Worcester Art Museum (1939) comme une œuvre autographe de Bosch. Cette attribution au maître de Bois-le-Duc est alors admise par Friedländer mais refusée par Charles de Tolnay, qui date l’œuvre de 1520 environ (donc après la mort de Bosch).
En réalité, le tableau a pu être peint du vivant de l'artiste, l'examen dendrochronologique effectué par Peter Klein ayant établi l'année 1473 comme terminus post quem.
En rapprochant son « dessin tranchant » et son « modelé vaporeux » de ceux du triptyque Ecce Homo de Boston, Frédéric Elsig propose - avec beaucoup de réserves - une attribution à l'atelier de Bosch ainsi qu'une datation vers 1510. Cet avis est partagé par le musée de Chicago.
Elsig signale également un autre Paradis terrestre (Musée d'histoire de l'art de Vienne), dû à un suiveur de Bosch et daté, par analyse dendrochronologique, d'après 1539. Soulignant les ressemblances des deux panneaux, Elsig n'exclue pas que le Paradis de Chicago puisse également être un pastiche du milieu du XVIe siècle témoignant de l'écho du Jardin des délices.